# Thalassery
Thalassery ou Tellicherry (malayâlam : തലശ്ശേരി) est une ville de l'État du Kerala en Inde, située dans le district de Kannur. Elle donne son nom à un poivre noir réputé, le poivre de Tellicherry.

## Géographie
Thalassery est située sur la côte de Malabar, dans le sud de l'Inde. Un comptoir français de la Compagnie des Indes y fut établi vers 1669 sous la direction du sieur Flacourt assisté du chirurgien Charles Dellon. 

## Économie

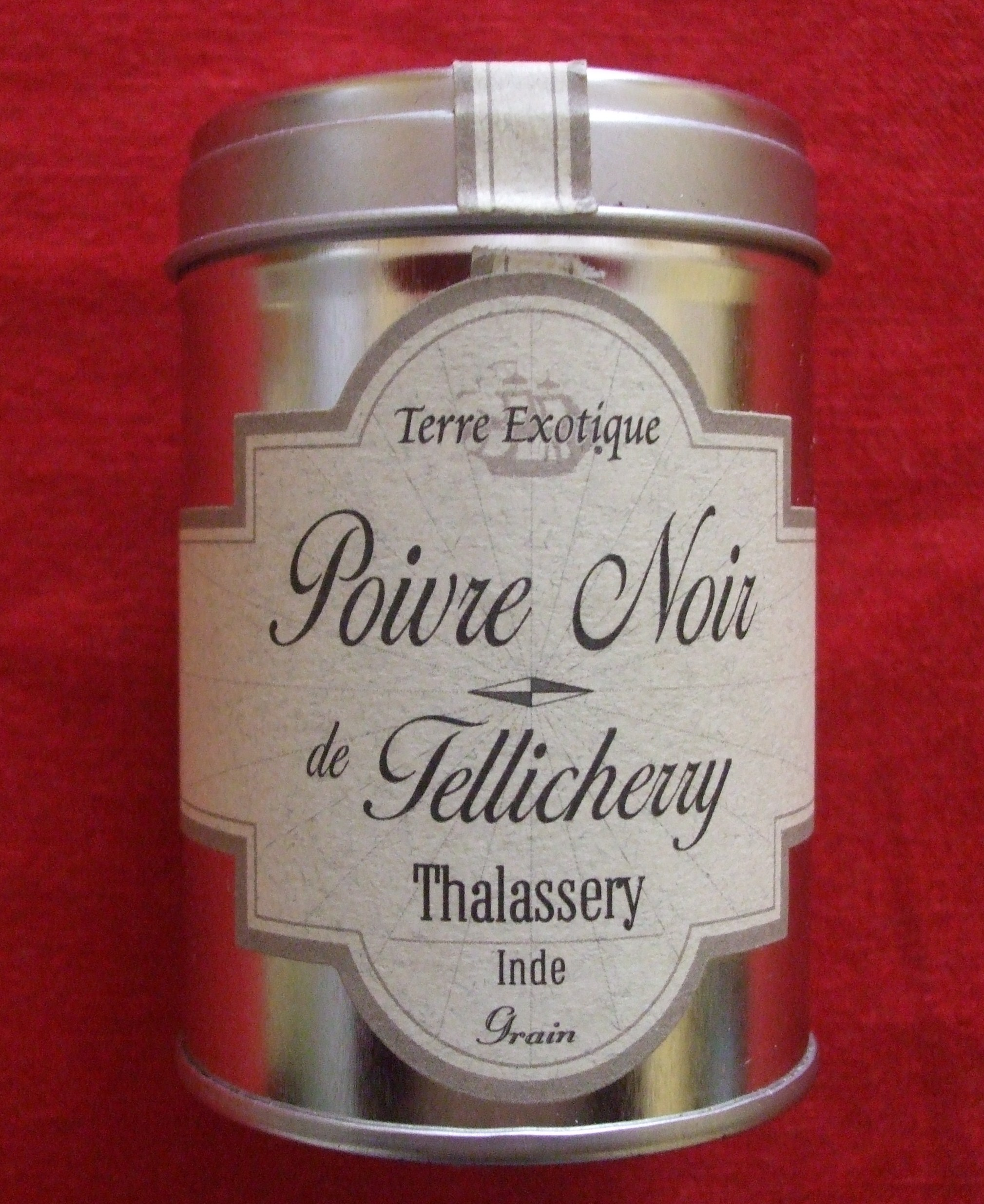
Boite de poivre de Tellichery